# Aéroport de Valence-Chabeuil
Ne doit pas être confondu avec Aéroport de Valence.
L'aéroport de Valence-Chabeuil (code IATA : VAF • code OACI : LFLU) est un aéroport situé dans le  département de la Drôme, sur la commune de Chabeuil (juste à l'est de Valence) et dessert le territoire Drôme-Ardèche.

## Histoire
Un premier aérodrome est ouvert après la Première Guerre mondiale sur le terrain de La Trésorerie, qui était utilisé par l’Armée de terre comme champ de manœuvres.
Dans les années 1920, l’aéro-club local y effectue des démonstrations auxquelles le public valentinois afflue.
En 1939-1945, il connaît une première utilisation d’envergure, d’abord par l’Armée de l'air, puis surtout par la Luftwaffe.
Au lendemain de la Seconde Guerre mondiale, le terrain d’aviation de La Trésorerie est anéanti.
Le 9 mai 1947, la Chambre de commerce et d’industrie (CCI) de Valence et de la Drôme obtient la concession de l’aérodrome de Valence à Chabeuil, nouvelle dénomination officielle.
Les premières utilisations du terrain à des fins commerciales remontent à 1955, pour l’envoi de fruits de grande qualité à l’étranger à destination de l’Angleterre et des pays scandinaves à partir de Junkers 52, DC-3 ou de Bristol emportant de 2,5 à 4 tonnes de charge utile, essai prolongé grâce au soutien de la Chambre de commerce et d'industrie de la Drôme (CCI) par la suite.
Dans les années 1960, c’est encore la CCI qui finance l’essentiel des travaux qui permettent à Europe Aero Service (pour le trafic passagers) et une compagnie locale créée pour l’occasion, Valence-Air-Fret, d’utiliser une piste pour une exploitation commerciale en exportant des fruits de la région.
La ligne régulière vers Paris-Le Bourget ouvre en juin 1969 avec EAS, assuré en 1 h 30 à bord d’un bi-turbopropulseur de 50 places Dart Herald. C'est en 1972, que EAS passe sur Paris-Orly/Ouest.
En 1978, les Dart Herald sont remplacés par des Caravelle, ce qui réduit le temps de trajet et améliore le taux de remplissage.
En 1981, l’aéroport accueille 61 000 passagers et est le cinquième aéroport de la Région Rhône-Alpes et le trentième aéroport français. Mais avec la mise en service de la liaison ferroviaire à grande vitesse (TGV) ouvre la concurrence, EAS suspend ses vols en septembre 1990.

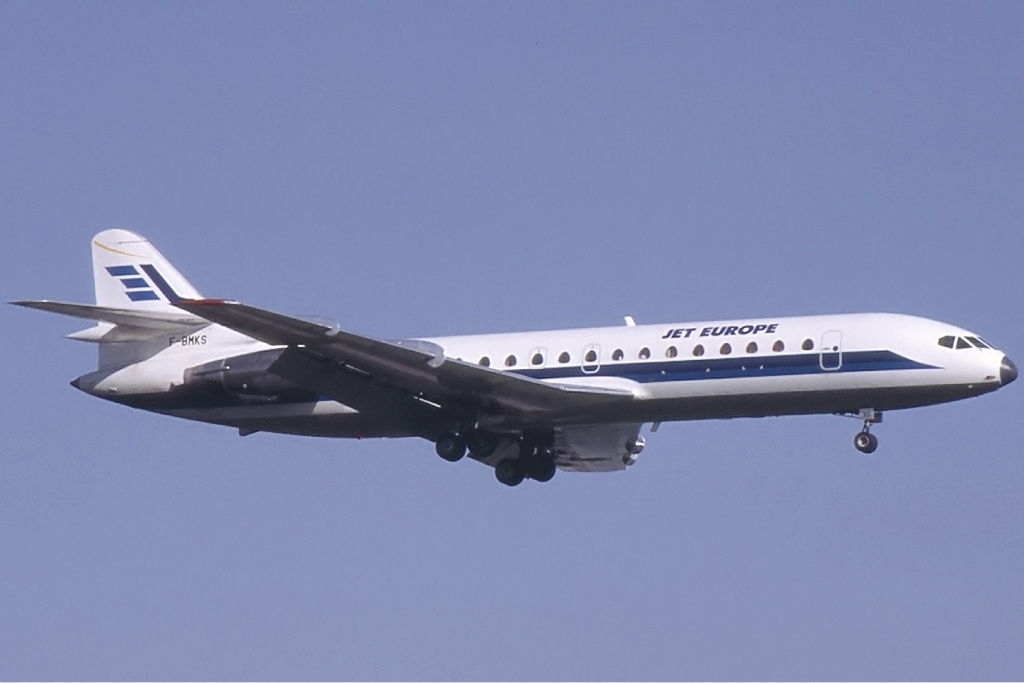
Caravelle F-BMKS d'E.A.S. aux couleurs de la société soeur Jet Europe en 1990, exploitée sur la ligne entre Paris et Valence-Chabeuil.

Puis, c'est Jet Europe, société sœur d'Europe Aero Service (code IATA : EY) qui exploite la ligne en 1990 vers Paris/Orly-Ouest en caravelle immatriculée F-BMKS en bi-quotidien, suivi d'Air Exel au début des années 1990, puis de la compagnie aérienne Transport Air Centre  (code IATA : UH) jusqu'en mai 1994, date de l'arrêt de la ligne vers Paris.
Un essai est réalisé par Valence-Air-Fret en exportant des produits régionaux au départ de Valence vers l'Afrique Noire qui a échoué rapidement devant l'opposition des compagnies U.T.A et Air Afrique sensibles à leur monopole.
L’aéroport est doté d’une piste en béton en 1970, de 1 800 m d’abord, puis de 2 100 m en 1972.
La construction d’une aérogare moderne est inaugurée en 1982 en remplacement de l’aérogare en bois de 120 m² et l’ajout du système ILS complètent l’équipement de l’aéroport.
C'est lors de la procédure d'approche de l'aéroport que le vol régulier Paris/Orly-Valence (EAS 602) du 10 avril 1989 s'écrase contre la falaise de Pierre-Chauve, à proximité du col de Tourniol. En raison d'une erreur de navigation, l'accident fait vingt-deux victimes (aucun survivant). L'avion était un Fokker 27 (F-GGDM) de la compagnie Uni-Air International, basé à Toulouse, affrété par Europe Aéro Service.
Le site présente un sol et un sous-sol stables, favorables à la construction de pistes. L’absence de brouillards et les vents dominants méridiens à 80 % sont les autres avantages du site.

## Activités
Cette section ne s'appuie pas, ou pas assez, sur des sources secondaires ou tertiaires indépendantes du sujet. Le texte peut contenir des analyses inexactes ou inédites de sources primaires.
Pour l'améliorer, ajoutez-en, ou placez des modèles {{Source secondaire souhaitée}} ou {{Source secondaire nécessaire}} sur les passages mal sourcés. (novembre 2022)
Il est ouvert au trafic national commercial, aux avions privés, aux IFR et aux VFR, mais n'accueille plus de ligne régulière depuis l'arrêt de l'exploitation de la ligne Valence-Paris.
Sont basés sur le site, trois PME du secteur aéronautique, plusieurs clubs de loisirs (vol à moteur, vol à voile avec Valence planeur, un des clubs de vol a voile les plus actifs dans la Drome avec plus 80 membres et qui effectue près de 4000  mouvements par an sur la plateforme de Valence et ULM avec Aero-ULM-Valence association loi de 1901 à but non lucratif de pilotes et élèves pilotes ULM faisant vivre en son sein l'école de pilotage ULM Charles Bono) ainsi qu'une base d'expérimentation de l'Armée de terre française, le GAMSTAT (groupement aéromobilité de la Section technique de l'Armée de terre).
Le site accueille plus de 300 emplois, d’après le conseil général.
En 2019, Valence-Chabeuil a accueilli près de 32 000 atterrissages et décollages : vols d'affaires, 3 vols charters, 23 vols sanitaires, 2 400 vols d'armée, 1 700 vols d’entraînement d'écoles et plus de 10 000 vols de loisirs.

## Gestion
Le département de la Drôme est propriétaire de l’aéroport de Valence-Chabeuil depuis 2007.
Son exploitation est confiée au Syndicat mixte pour sa gestion et son entretien.

## Infrastructures
L'aéroport dispose de trois pistes : une en béton de 2 100 m, et deux en herbe, de 1 300 m et 440 m.

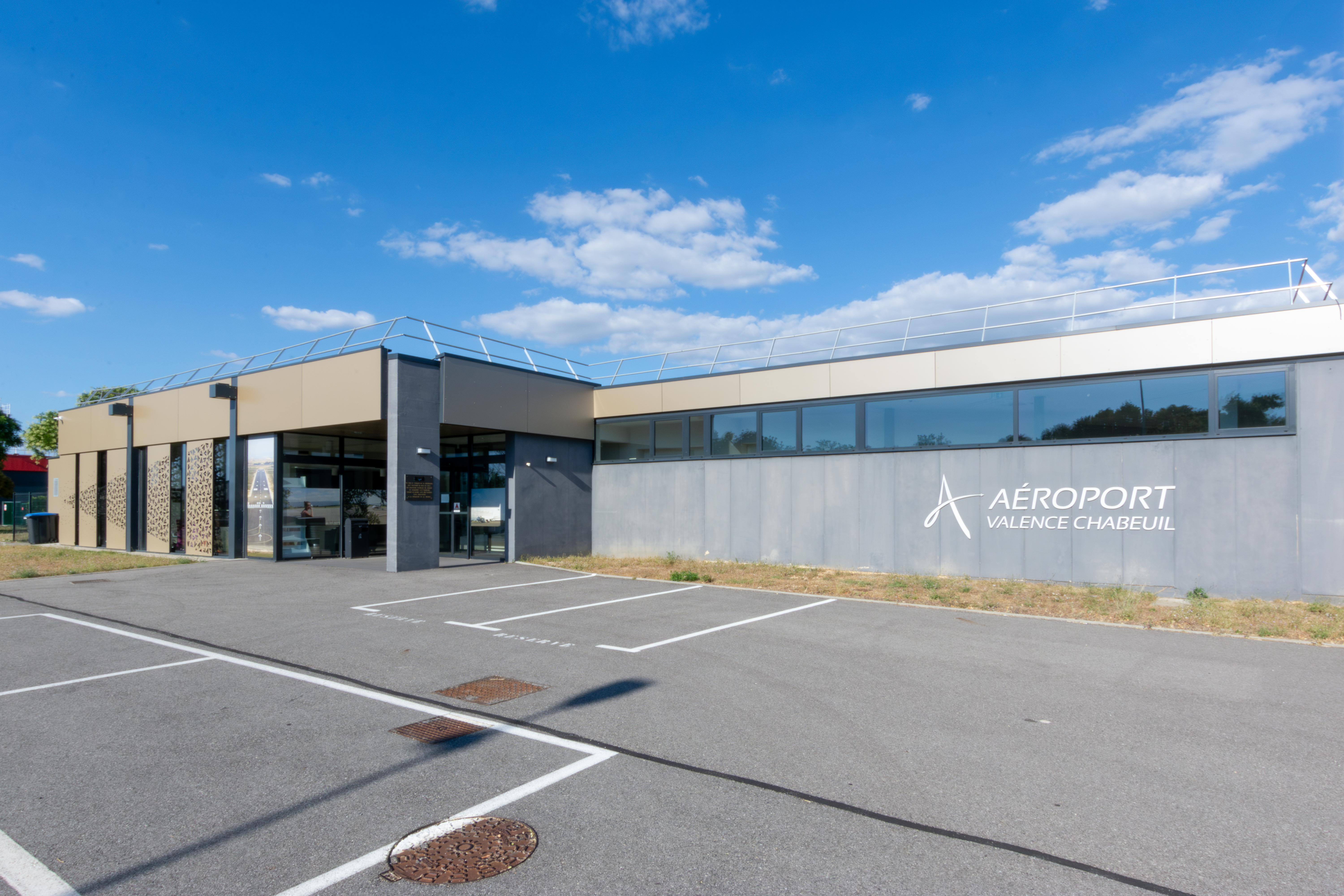
Terminal de l'aéroport

L'aérogare de 530 m2 dispose de deux passerelles d'accès aux avions. Elle a été transformée en 2015 pour accueillir tous les vols charters dans les meilleures conditions de sécurité et les vols d’affaires et réunions dans notre espace business dédié.
L'aire de stationnement des avions est de 16 000 m².
Les passagers ont à leur disposition un parking de 150 places et une zone hôtelière.
Le niveau incendie est classé 5, ce qui permet à la plateforme d’accueillir des moyen-courriers comme les A320 et B737. 
Le 26 septembre 2019, Gérald Darmanin, ministre de l’Action et des Comptes Publics, a confirmé la prochaine création d’un point de passage frontalier (PPF) à l’aéroport permettant les vols internationaux.
La plateforme dispose d'un pélicandrome pour le ravitaillement des avions ou hélicoptère incendie en eau et produit retardant depuis 2019 en collaboration avec le SDIS 26.

## Statistiques
|                     | 1969   | 1970      | 1997     | 1998      | 1999     | 2000    | 2001     | 2002      | 2003      | 2004     | 2005     | 2006      | 2007     | 2008     | 2009    | 2010     | 2011      | 2012      | 2013     | 2014    | 2015      | 2016     |
| Passagers           | 5 331  | 6 471     | 2 700    | 3 081     | 2 731    | 2 651   | 1 858    | 2 121     | 2 468     | 1 796    | 1 391    | 1 842     | 1 621    | 1 775    | 1 714   | 747      | 1 234     | 1 394     | 744      | 684     | 925       | 1 247    |
| Variation           |        | + 21,38 % | -58,28 % | + 14,11 % | -11,36 % | -2,93 % | -29,91 % | + 14,16 % | + 16,36 % | -27,23 % | -22,55 % | + 32,42 % | -12,00 % | + 9,50 % | -3,44 % | -56,42 % | + 65,19 % | + 13,29 % | -46,78 % | -8,06 % | + 35,23 % | + 34,8 % |
| Transit             |        |           | 53       | 46        | 31       | 50      | 68       | 22        | 28        | 23       | 31       | 36        | 43       | 54       | 54      | 16       | 15        | 24        | 16       | 7       | 3         | 3        |
| Locaux              |        |           | 2 647    | 3 035     | 2 700    | 2 601   | 1 790    | 2 099     | 2 440     | 1 773    | 1 360    | 1 806     | 1 578    | 1 721    | 1 660   | 731      | 1 219     | 1 374     | 728      | 677     | 922       | 1 244    |
| Internationaux      |        |           | 228      | 213       | 488      | 814     | 107      | 80        | 159       | 126      | 169      | 163       | 178      | 110      | 121     | 96       | 247       | 144       | 105      | 183     | 540       | 831      |
| Nationaux           |        |           | 2 419    | 2 822     | 2 212    | 1 787   | 1 683    | 2 019     | 2 281     | 1 647    | 1 191    | 1 643     | 1 400    | 1 611    | 1 539   | 635      | 972       | 1 230     | 623      | 494     | 382       | 413      |
| Mouvements d'avions | 11 934 | 24 607    |          |           |          | 28 581  | 26 807   | 25 644    | 31 659    | 27 802   | 320      | 30 707    | 28 614   | 27 299   | 31 249  | 25 393   | 36 769    | 35 124    | 29 929   | 29 484  | 29 861    | 29 018   |
| Variation           |        | 106,19 %  |          |           |          | 16,15 % | -6,21 %  | -4,34 %   | 23,46 %   | -12,18 % | -98,85 % | 9495,94 % | -6,82 %  | -4,60 %  | 14,47 % | -18,74 % | 44,80 %   | -4,47 %   | -14,79 % | -1,49 % | 1,28 %    | -2,8 %   |
| Commerciaux         |        |           |          |           |          | 425     | 390      | 460       | 382       | 333      | 320      | 398       | 414      | 601      | 457     | 303      | 494       | 600       | 374      | 290     | 286       | 401      |
| Passagers           |        |           |          |           |          | 425     | 390      | 460       | 382       | 333      | 320      | 398       | 414      | 601      | 457     | 303      | 494       | 600       | 374      | 290     | 286       | 401      |
| Fret et Poste       |        |           |          |           |          |         |          |           |           |          |          |           |          |          |         |          |           |           |          |         |           |          |
| Non commerciaux     |        |           |          |           |          | 28 156  | 26 415   | 25 182    | 31 275    | 27 467   |          | 30 309    | 28 200   | 26 698   | 30 792  | 25 090   | 36 275    | 34 524    | 29 555   | 29 194  | 29 575    | 28 617   |
| Locaux              |        |           |          |           |          | 17 871  | 16 959   | 15 850    | 20 153    | 17 055   |          | 19 402    | 18 097   | 17 518   | 20 320  | 18 337   | 24 668    | 23 306    | 21 635   | 20 992  | 21 345    | 19 590   |
| Voyages             |        |           |          |           |          | 10 285  | 9 456    | 9 332     | 11 122    | 10 412   |          | 10 907    | 10 103   | 9 180    | 10 472  | 6 753    | 11 607    | 11 218    | 7 920    | 8 202   | 8 230     | 9 027    |

## Desserte
L'aéroport est desservi par le périphérique valentinois :
- 34 : Valence-Briffaut, Chabeuil